# اللانشا
اللانشا أو اللانشة هو حي صغير قديم بمنطقة سيدي المصري داخل مدينة طرابلس

## التسمية
سميت باللانشا نسبة إلى دار سيارات لانشيا الإيطالية ومكانها الآن شركة الشركة النفطية لحفر الابار مقابل مطعم النبراس.

## المرافق
- مكتب طرابلس لشركة الجوف للتقنية النفطية المملوكة بالكامل للمؤسسة الوطنية للنفط[3]

- ملعب اللانشا
- مسجد التوخيد